# Incilius mccoyi
Incilius mccoyi é uma espécie de anfíbio anuro da família Bufonidae. É endémica do México.